# Aiouea maguireana
Aiouea maguireana là loài thực vật có hoa trong họ Nguyệt quế. Loài này được (C.K.Allen) Renner miêu tả khoa học đầu tiên năm 1982.